# Ricardo Silva de Almeida
Ricardo Silva de Almeida, mais conhecido como Ricardinho (São Paulo-SP, 02 de junho de 1989) é um futebolista brasileiro com nacionalidade italiana que exerce a função de  meia-atacante. Atualmente atua no futebol profissional da Ilha de Malta.

## 2000-2006: Futebol Brasileiro - Corinthians e Grêmio Barueri
Ricardinho foi formado, ainda muito jovem,  pelas categorias de base do Sport Club Corinthians Paulista, onde atuou entre 2000 e 2004. Pelas categorias de base do clube, atuou ao lado de Luiz Marcelo Morais dos Reis, Éverton Ribeiro e Fagner (futebolista) onde ganhou o apelido de um famoso atacante argentino que foi carrasco do Brasil na Copa do Mundo FIFA de 1990, na Itália. "A molecada me chamava de Claudio Caniggia porque eu tinha um cabelo comprido. Eles gostavam de brincar comigo", contou Ricardinho, em entrevista à ESPN.com.br . O meia ficou até 2004 e venceu vários torneios pelo interior paulista, antes de sair do Parque São Jorge. Depois disso, ele passou ainda por Grêmio Barueri,  União Mogi e Portuguesa antes de chegar ao Paulista de Jundiaí, no qual se profissionalizou em 2007.

## 2007-2008: Futebol Brasileiro - Paulista de Jundiaí
Em Jundiaí, Ricardinho assinou seu primeiro contrato profissional e teve a oportunidade de defender as cores do Paulista Futebol Clube, clube que defendeu durante 2 anos.

## 2009-2013: Futebol Brasileiro e Europeu
Já em 2009, Ricardinho transferiu-se para o Comercial Futebol Clube (Ribeirão Preto) e logo no ano seguinte, em 2010, foi contratado pelo Esporte Clube São Bento onde, depois de grandes atuações, despertou pela primeira vez o interesse do Futebol Europeu acertando contrato com o F.K. Sloboda na Sérvia, clube que defendeu até o final de 2011. Em 2012, Ricardinho retornou ao Brasil vestindo a camisa azul e branco do Marília Atlético Clube, time muito tradicional do futebol paulista. Ainda no mesmo ano, atuou pela primeira vez no futebol Paranaense, defendendo as cores do Roma Esporte Apucarana e do Maringá Futebol Clube. Graças ao excelente desempenho na temporada de 2012, Ricardinho se transferiu pela segunda vez ao Futebol Europeu, desta vez sendo contratado pelo clube FK Borac Čačak da Sérvia.

## 2014-2015: Futebol Brasileiro
De volta ao futebol paranaense, no Brasil,  Ricardinho acertou contrato com o Operário Ferroviário Esporte Clube, que é o segundo clube mais antigo do estado em atividade. Ainda em 2014, retornou novamente ao Futebol Europeu, desta vez fechando contrato com o Stade Tunisien da Tunísia. No início de 2015 Ricardinho retornou ao futebol brasileiro para atuar pelo Esporte Clube Tigres do Brasil onde acabou disputando, com grande destaque, o Campeonato Carioca de Futebol pela primeira vez em sua carreira. O excelente desempenho no campeonato estadual chamou a atenção do futebol boliviano que, logo na sequência, contou com os serviços do meia atacante que foi contratado pelo Club Deportivo Guabirá vindo a tornar-se campeão na mesma temporada.

## 2015-2016: Futebol Internacional - Bolívia e Nicarágua

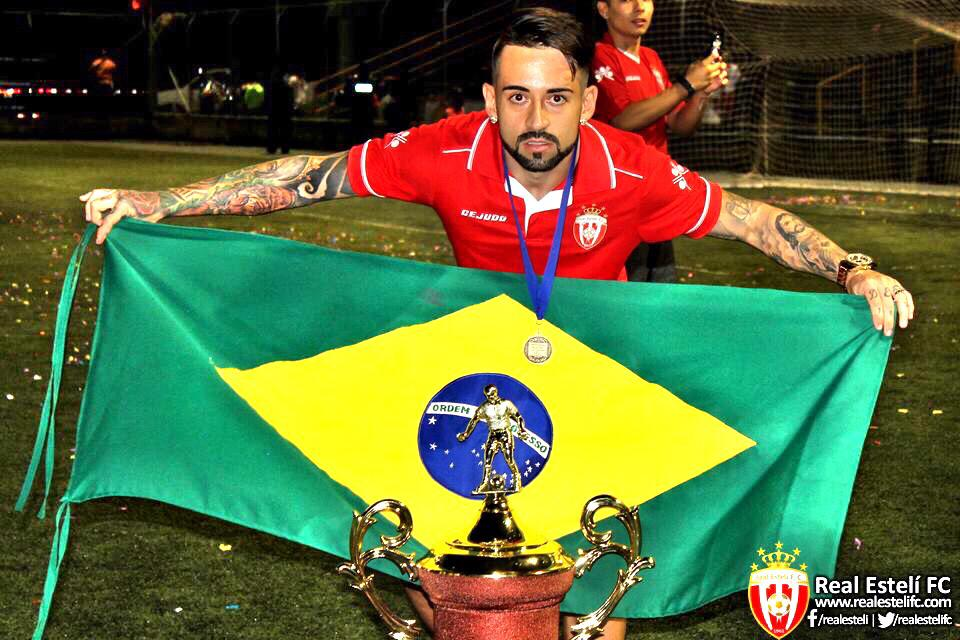
Nicaragua 01

Mesmo com contrato assinado de duas temporadas com o Club Deportivo Guabirá da Bolívia, Ricardinho se transferiu para o Real Estelí Fútbol Club na Nicarágua, onde tornou-se campeão da Primeira Divisão do país. “Recebi o convite para jogar na Nicarágua com muita alegria, pois eles tem objetivos de conquista e isso me atrai muito. Vim para conquistar títulos e ajudar meus companheiros desde o início da competição, que começa domingo”, disse o meia Ricardinho em entrevista à época Agência Futebol Interior .

## 2016-2018: Futebol Asiático

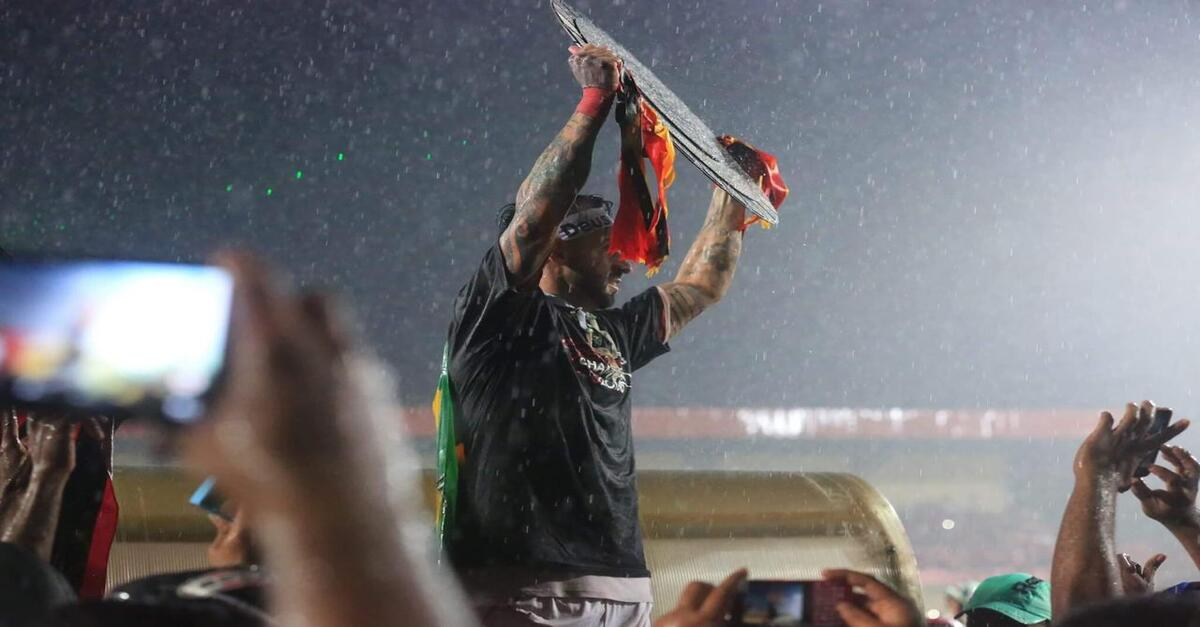
Indonesia

Em 2016 o Campeonato da Indonésia chegou ao seu final consagrando como o grande campeão da temporada a equipe do Persipura Jayapura, clube defendido por Ricardinho que viveu uma das suas melhores temporadas no futebol. O atleta brasileiro foi eleito o principal destaque do time na competição e fez parte da seleção dos 11 melhores jogadores atuantes no país nesse período. “Em relação à Indonésia, foi tudo muito maravilhoso e rápido em minha vida. Cheguei no país e o clube estava em 7º lugar no campeonato, um clube de muita expressão no país. Fui contratado para mudar isso e conseguimos. Foram 26 jogos com 19 vitórias, 5 empates e 2 derrotas, fomos campeões e fui o destaque do campeonato, fazendo parte da seleção do mesmo e o único brasileiro campeão indonésio neste ano". disse em entrevista, à época, ao Futblog do Sorriso .

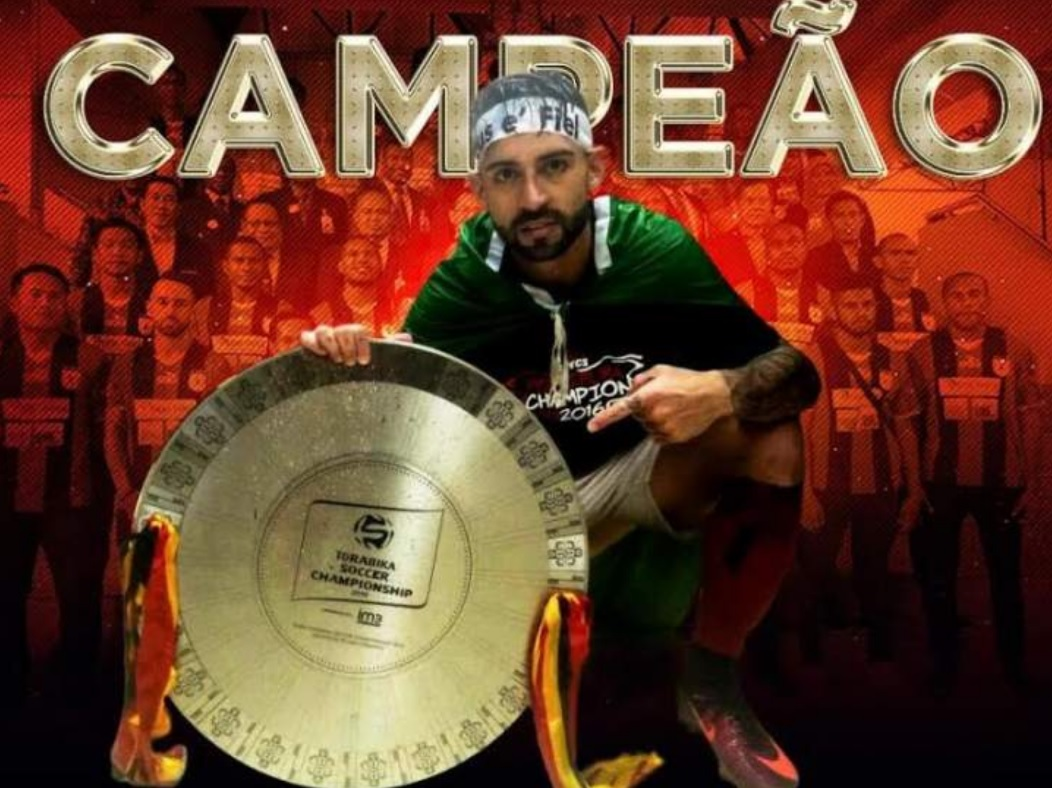
Indonésia

Ricardinho até hoje possui status de ídolo pelos torcedores locais, que possuem grande carinho e gratidão pelo atleta brasileiro. “Quero agradecer muito ao professor Alfredo Vera que me indicou no clube, meus companheiros que sempre me apoiaram e esse título é muito especial para mim e minha família. Agora é comemorar, pois está sendo um final de temporada maravilhoso”, disse Ricardinho em entrevista, à época, ao do blog do Futebol Interior 
. Após disputar uma temporada vitoriosa na Indonésia Ricardinho firmou contrato com o Trang F.C., um clube de futebol tailandês com sede na província de Trang, onde atuou por toda temporada de de 2018 antes de retornar ao Futebol Europeu.

## 2019-2020: Futebol Europeu - Grécia e Malta

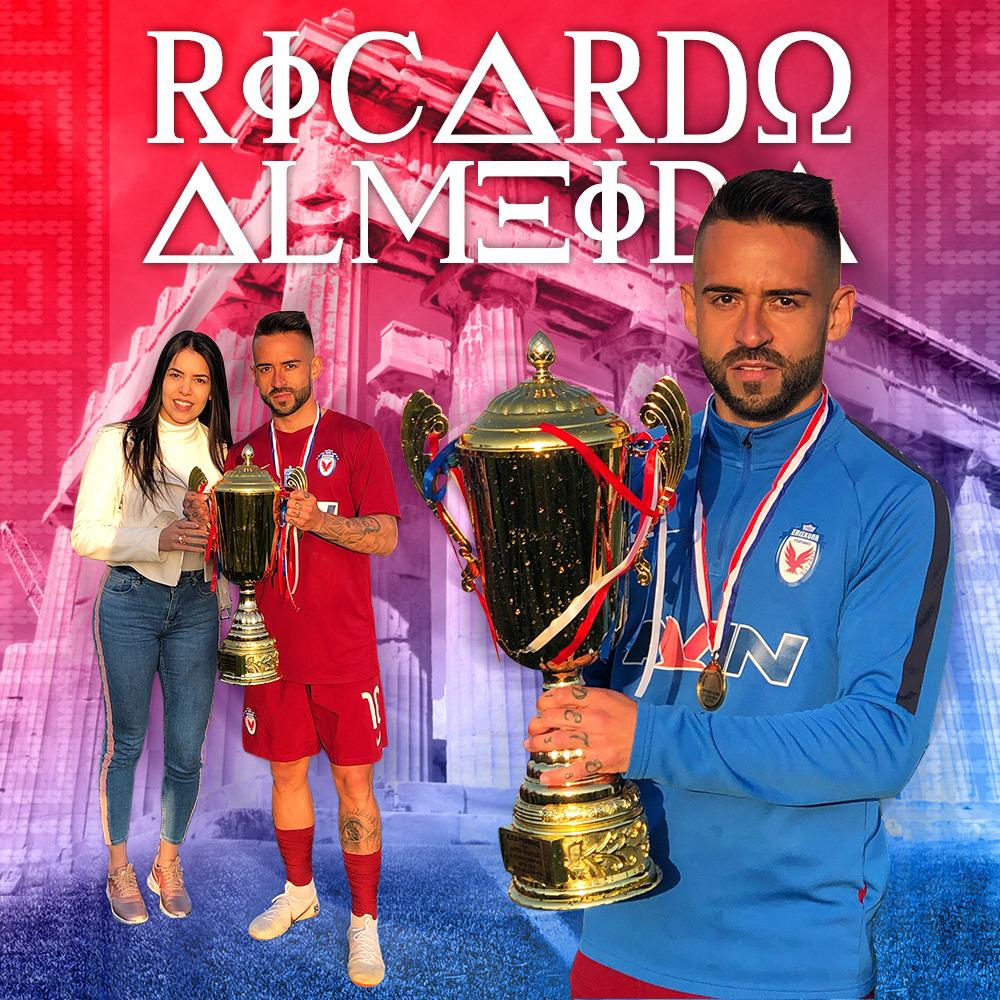
Grecia

Em 2019, vivendo grande momento na carreira, Ricardinho foi campeão da Copa de Creta representando  as cores do  Episkopi F.C. da Grécia, clube esse que defendeu por toda a temporada. Tendo conquistado a sua primeira taça no continente e notoriamente feliz com o feito, Ricardinho, em entrevista ao jornal brasileiro Lance! , disse que o processo de adaptação ao futebol grego se deu de maneira bastante natural: “Para mim ser campeão na Grécia foi uma experiência única, pois é meu primeiro título na Europa. Na competição não encontrei tanta dificuldade, pois meu estilo de jogo é bastante parecido com o estilo deles.” Já na temporada de 2020, Ricardinho consagrou-se Vice Campeão do Mosta Tournament atuando pelo Senglea Athletic F.C., clube profissional de futebol maltês sediado em Senglea, fundado em 1943 que disputa atualmente a Premier League de Malta.